# Radeberger Vorstadt

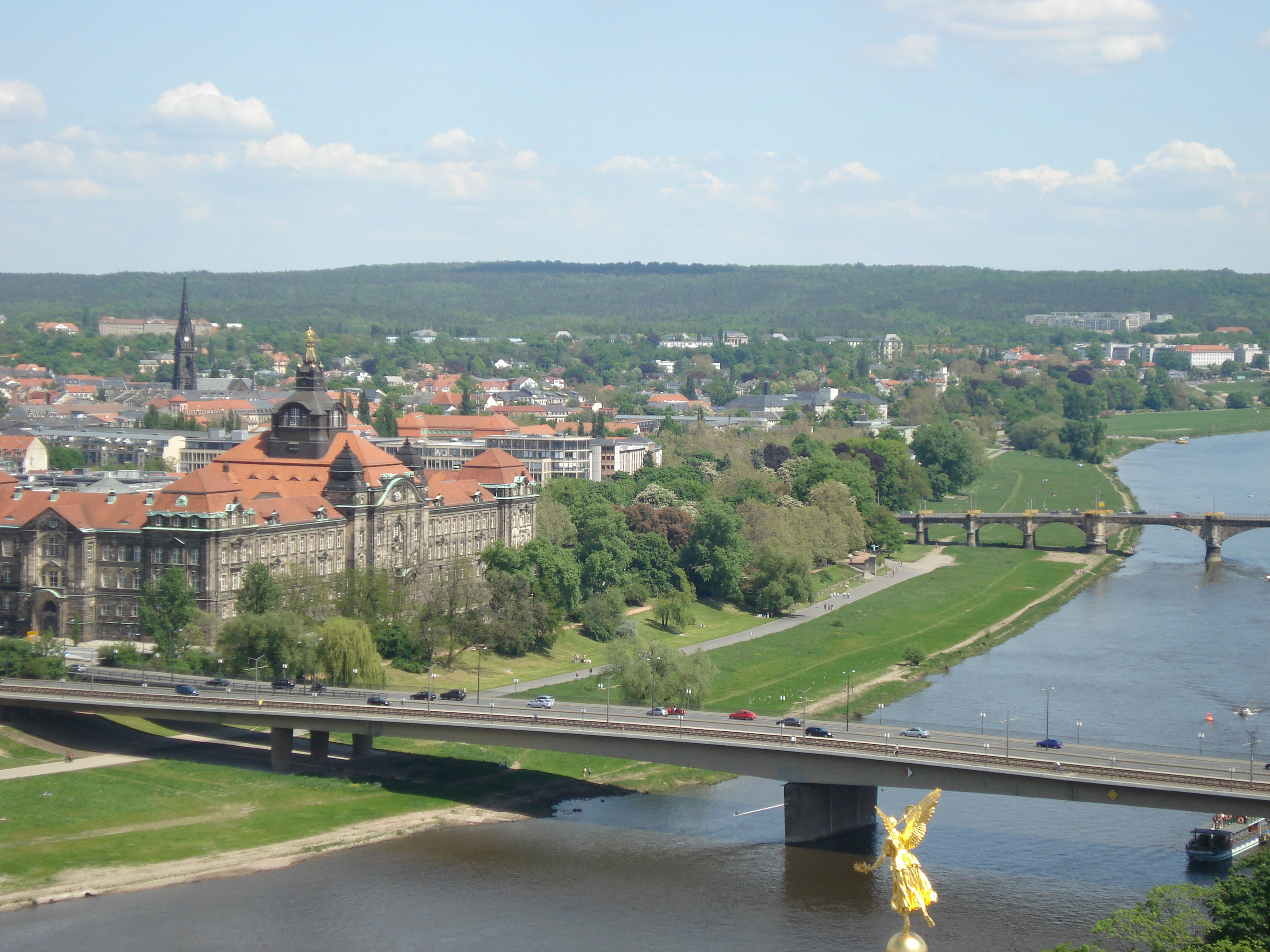
Blick von der Frauenkirche Richtung Nordost auf die Innere Neustadt mit Carolabrücke (vorn) und Albertbrücke. Dahinter die Radeberger Vorstadt und das Waldgebiet Dresdner Heide.

Die Radeberger Vorstadt liegt auf der nördlichen Seite der Elbe im Osten des Stadtbezirks Neustadt von Dresden. Sie ist nach der nordöstlich gelegenen Stadt Radeberg benannt und gehört neben der Inneren und Äußeren Neustadt sowie der Leipziger Vorstadt zu den vier rechtselbischen Dresdner Vorstädten.
Hinter der Prießnitz, die am westlichen Rand des Ortsteils in die Elbe fließt, verläuft die Bautzner Straße (Bundesstraße 6) durch das Preußische Viertel mit alten und neuen Stadtvillen. Die Waldschlößchenbrücke verbindet das gleichnamige Viertel mit der Johannstadt auf der südlichen Elbseite. Am östlichen Rand der Radeberger Vorstadt liegt das Wasserwerk Saloppe, das erste Wasserwerk Dresdens. Die benachbarte Schankwirtschaft Saloppe gilt als ältester Biergarten Dresdens und wurde in der Nachwendezeit als Veranstaltungsort von After-Work-Partys bekannt. Direkt angrenzend liegt als erstes der drei „Albrechtsschlösser“ an den Dresdner Elbhängen das Schloss Albrechtsberg.
Mit der Gedenkstätte Bautzner Straße Dresden und dem Kraszewski-Museum befinden sich zwei Dresdner Museen in der Radeberger Vorstadt.

## Ansichten

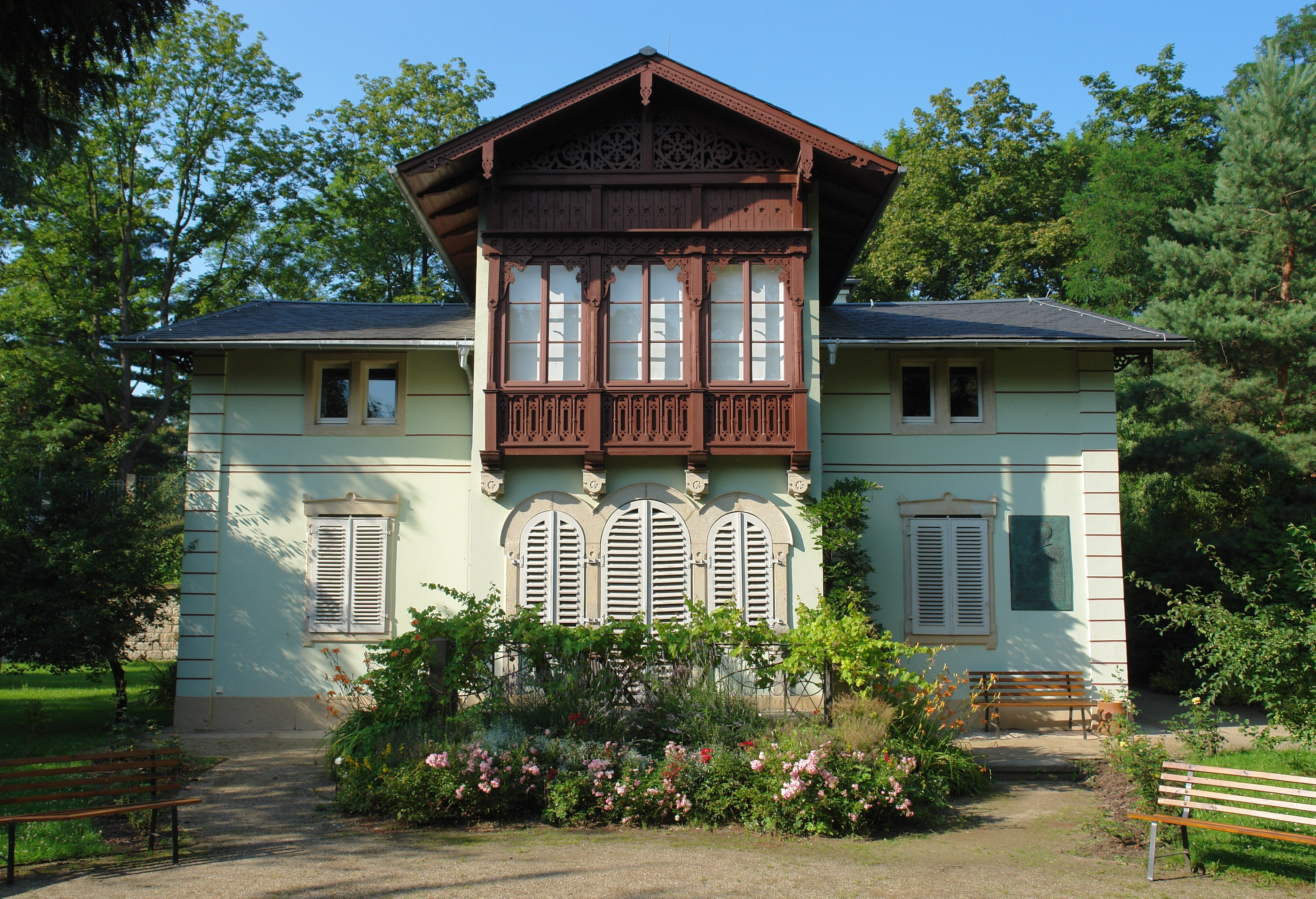
Kraszewski-Museum in der Nordstraße
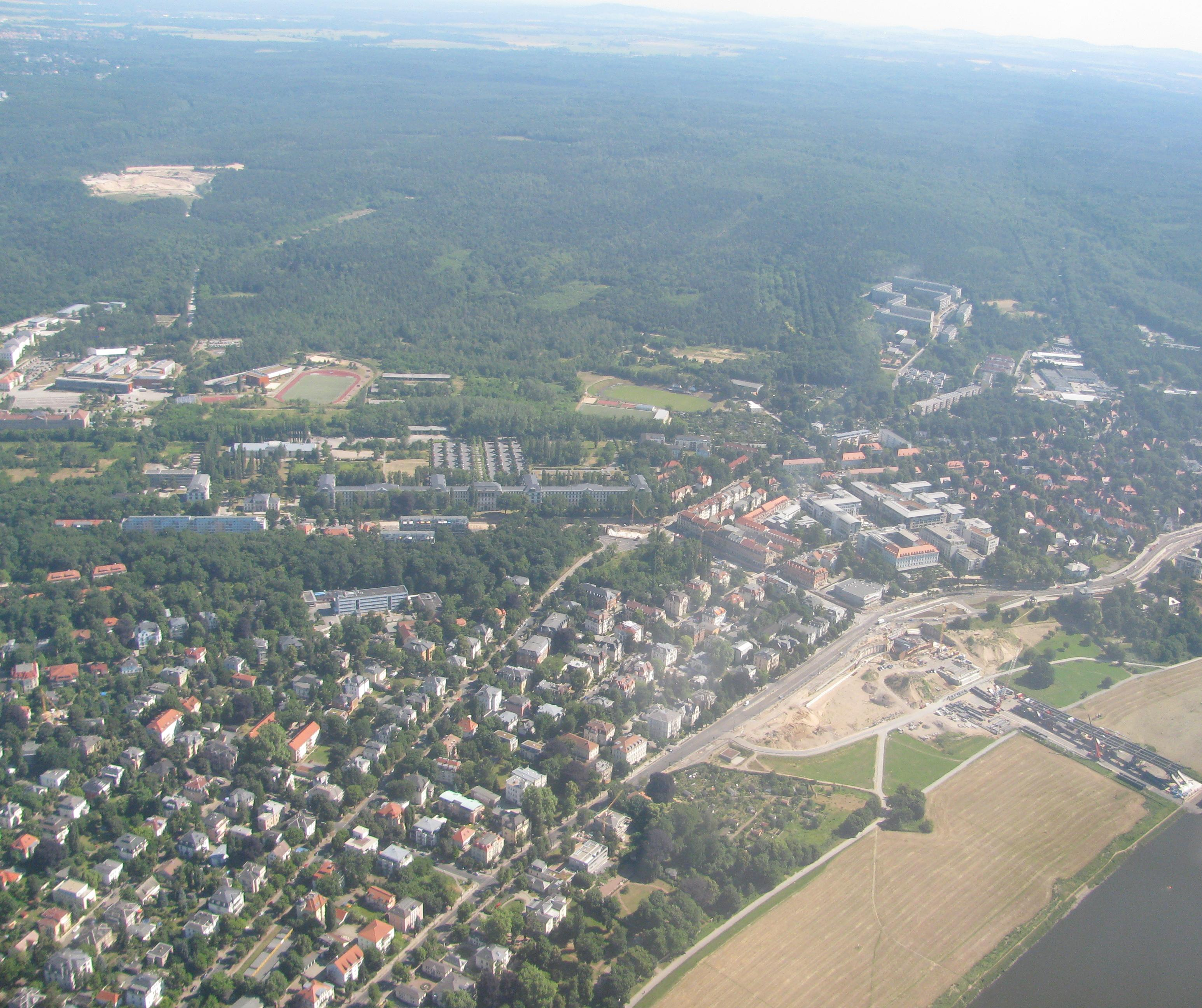
Luftbild Radeberger Vorstadt, Juni 2010